# L'Ancien Royaume
L'Ancien Royaume (titre original : The Old Kingdom) est un cycle de fantasy de l'écrivain australien Garth Nix qui comprend six volumes dont seulement les trois premiers ont été traduits en français : Sabriël, Liraël et Abhorsën. 

## Éditions
1. Sabriël, 2003 ((en) Sabriel, 1995)  (ISBN 2-290-32936-3)La jeune Sabriël quitte précipitamment la pension où elle termine ses études pour se lancer à la recherche de son père, le nécromancien Abhorsën, qu'un démon a piégé dans l'au-delà.
2. Liraël, 2004 ((en) Lirael, 2001)  (ISBN 2-290-32937-1)Liraël, la descendante d'une famille de voyants, doit entreprendre un périlleux voyage avec Sameth, le fils de Sabriël et du roi Gwynplaïn.
3. Abhorsën, 2004 ((en) Abhorsen, 2003)  (ISBN 2-290-32936-3)Pendant que Sabriël et le roi Gwynplaïn sont visés par un attentat à l'étranger, leurs héritiers, Liraël et Sameth, se retrouvent encerclés par une horde de morts-vivants.
4. (en) Clariel, 2014
5. (en) Goldenhand, 2016
6. (en) Terciel & Elinor, 2021

## Les personnages
Héros du bien
- Abhorsën : Père de Sabriël. Ce n'est pas un nom de personne mais plutôt un titre nobiliaire; il désigne un nécromancien au service du bien ayant pour mission de renvoyer les morts-vivants dans la Mort au lieu de les en ramener.
- Sabriël : Jeune fille de dix-huit ans ayant grandi loin du monde de la magie, en Ancelstierre. Elle a néanmoins hérité de tous les dons de sa famille et il lui reviendra de succéder à son père en incarnant le nouvel Abhorsën.
- Gwynplaïn : Derrière ce nom qui est celui d'un bouffon, se cache le dernier représentant de la famille royale. Il demeure inconscient dans un tombeau pendant près de deux siècles et est ramené à la vie par Sabriël. Il entre dans un état de Berserk chaque fois qu'il est ému, notamment lorsqu'il assiste aux crimes de son frère Roggir.
- Mooggëtt : Familier de l'Abhorsën. Capable de changer d'aspect, il paraît sous une identité différente avec chacun des Abhorsën qu'il sert. Pour Sabriël, il est un inoffensif chat blanc. Mais sous cette apparence, Mooggëtt cache en réalité une force élémentaire très ancienne qui n'est retenue sous sa forme actuelle que par le collier qu'il porte et qui l'emprisonne. Lorsque ce collier lui est enlevé, il redevient immédiatement la créature qu'il était autrefois, avide de faire payer "le prix du sang" à l'Abhorsën qui le maintient en esclavage.

Personnages démoniaques
- Kerrigor : Un mort-vivant majeur qui portait autrefois le nom de Roggir lorsqu'il était encore un membre éminent de la famille royale. Il échangea son âme contre l'immortalité et assassina sa propre mère. Plusieurs générations d'Abhorsën se sont acharnés à le bannir sans succès. Il revient sans cesse car son corps, caché dans une sépulture secrète, lui sert d'ancre dans le monde des vivants.

## Les attributs de l'Abhorsën
Pour l'aider dans sa lutte contre les forces du mal, l'Abhorsën possède deux attributs majeurs : son épée, gravée de runes magiques, et son baudrier, sur lequel sont dessinées deux clés d'argent. 
L'épée magique de l'Abhorsën est gravée sur sa lame de runes de la Charte. Son quillon est fait de bronze et son pommeau est orné d'une émeraude dépolie. Les runes de la lame affichent habituellement le message « Abhorsën est mon maître. Pour lui, j’ai été créée. En son nom, je pourfends les morts-vivants. » Mais elles peuvent également afficher des messages différents, notamment d'étranges présages.
Le baudrier est constitué d'une large bande de cuir marron, légèrement incurvée, et de sept étuis tubulaires espacés comme sur une cartouchière et de taille croissante. Chaque étui contient une cloche qui possède un nom et des pouvoirs. Leur utilisation est délicate car, mal utilisées, elles peuvent se retourner contre leur utilisateur. De la plus petite à la plus grande, elles ont pour nom :
- Ranna : Celle-qui-plonge-dans-le-sommeil. C'est la plus petite des sept cloches, « Celle dont le chant, doux et léger comme une berceuse, ne laissait que silence dans son sillage » ;
- Mosraël : Celle-qui-éveille. Tapageuse et capricieuse, Mosraël ne doit jamais être utilisée car elle entraîne le sonneur dans la Mort tout en ramenant celui qu'elle avait charmé dans la Vie ;
- Kibeth : Celle-qui-met-en-mouvement. « Difficile et indocile comme une enfant rebelle », elle peut rendre à un esprit défunt la faculté de se mouvoir ou tout aussi bien l'entraîner vers la prochaine porte ;
- Dyrim : Une cloche « mélodieuse au chant limpide et harmonieux ». Elle peut rendre leur voix aux morts ou bien faire taire les esprits trop bavards ;
- Belgaër : Celle-qui-domine-l'esprit. La cloche que la plupart des nécromanciens dédaignent d'utiliser car elle peut rendre à un mort sa mémoire et ses facultés de penser ;
- Saraneth : Celle-qui-asservit. La dominatrice, elle soumet les morts à la volonté de celui qui la brandit ;
- Astaraël : Celle-qui-bannit. La cloche ultime qui envoie celui qui l'écoute, y compris le sonneur, jusqu'aux confins de la Mort.

Pour l'aider dans ses déplacements, l'Abhorsën dispose d'un merveilleux avion, le Gynoptère, capable de maîtriser les vents et de le conduire là où il le souhaite. Cet objet magique fut créé par le quarante-deuxième Abhorsën et Sabriël le détruisit dès la première utilisation. Heureusement pour elle, le secret de sa fabrication n'était pas perdu car il était encore détenu par les Clayrs qui purent ainsi en construire d'autres.

## Variétés de morts-vivants
Les créatures maléfiques de l'Ancien Royaume sont, en général, des variétés de morts-vivants, fabriquées par un nécromant, et dans lesquelles sont enfermés les esprits d'humains récemment décédés et réduits en esclavage. Elles ont besoin d'absorber régulièrement de grandes quantités d'énergie vitale afin de se maintenir éloignées de la limite de la Mort. Ces créatures peuvent être bannies dans l'au-delà grâce à la magie et ne craignent que deux choses : la lumière du jour et l'eau courante d'une rivière. 
- Les Zombies : Communément appelés « les Bras », ce sont des créatures de la plus basse extraction ayant possédé le corps en voie de putréfaction d’un être humain ;
- Le Mordaut : Mort-vivant de rang inférieur, le Mordaut est un parasite qui s'accroche au dos de sa victime et la quitte de temps en temps pour aller aspirer la force vitale des êtres vivants ;
- Les Gorecrows : À l'origine, ce sont des corbeaux tout à fait ordinaires. Capturés et tués selon un rituel précis, ils sont ensuite ranimés grâce à l'esprit fractionné d'un humain ;
- Les Ombres : Créatures incorporelles très dangereuses ;
- Le Mordicant : Extrêmement puissant, le Mordicant est une créature faite de tourbe et de sang humain habitée par l'esprit d'un homme récemment décédé et invoqué par un nécromancien. Capable de passer à volonté de la Mort à la Vie, il vomit des torrents de flammes autour de lui.